# Salmo marmoratus

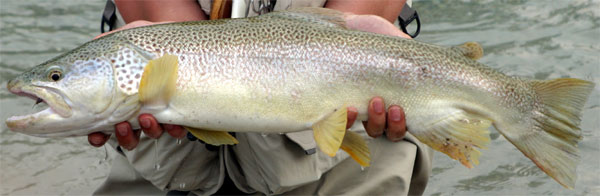
Ejemplar reproductor.

La trucha marmorata o trucha de mármol (Salmo marmoratus), es un pez de agua dulce de la familia salmónidos, distribuidos por los ríos del norte Italia y de Dalmacia, tributarios del mar Adriático.

## Anatomía
Es una subespecies de la trucha común (Salmo trutta), de la cual se distingue claramente por sus características morfológicas evidentes. Tiene la cabeza más grande, el cuerpo más estructurado para desarrollarse longitudinalmente, llegando a alcanzar la longitud superior a los 100 cm y un peso de 10 kg. La librea se forma de manchas onduladas irregulares más o menos marcadas, grises brunas o nada menos negras que ornan la parte superior y lateral de la cabeza y el cuerpo.

## Hábitat y biología
Es un animal que tiene un fuerte carácter territorial. Habitualmente, y si no es molestada, está situada en su cazadero a la espera de comida. Ataca a cualquier intruso e incluso a miembros de su misma especie a la hora de defender su territorio. Cuando es alevín se alimenta principalmente de invertebrados (larvas, pequeños crustáceos de agua dulce...), y de pequeños vertebrados (peces pequeños).En la edad adulta su dieta está compuesta principalmente de peces e insectos acuáticos.

## Importancia para el hombre
Factores ambientales negativos como la contaminación de las aguas, la erradicación por diversa causas de frezaderos naturales, la mala regulación de los caudales de los cursos fluviales, la mala gestión medioambiental de los grupos de interés relacionados con los ríos han llevado a una rarefacción de la trucha marmorata. Además, la contaminación genética relacionada con repoblaciones incontroladas de Salmo trutta fario que pueden hibridarse con poblaciones nativas de Salmo marmoratus. Por su importancia en pesca deportiva se está empleando esta especie con éxito en acuicultura.